# جياني يونيفيل
جياني يونيفيل (بالفرنسية: Giany Joinville)‏ (1 يوليو 1984 بسان-كلود في فرنسا - ) هو لاعب كرة قدم فرنسي في مركز الدفاع. لعب مع نادي أجاكسيو ونادي غويونيون ونادي فريجوس ونادي لوهان كويسو ونادي ليبورن وSO Romorantin ‏.

## وصلات خارجية
- جياني يونيفيل على موقع قاعدة بيانات كرة القدم.إي يو (الإنجليزية)
- جياني يونيفيل على موقع ليكيب (الفرنسية)
- جياني يونيفيل على موقع Soccerway.com (الإنجليزية)